# خائیم اشد
خائیم اِشِد (به عبری: חיים אשד؛ متولد 1933) استاد مدعو هوانوردی و فضانوردی در نهادهای تحقیقاتی مختلف فناوری فضایی است. او که سرتیپ بازنشسته اطلاعات نظامی اسرائیل است، نزدیک به ۳۰ سال مدیر برنامه‌های فضایی وزارت دفاع اسرائیل ، رئیس سابق کمیته فضایی شورای ملی تحقیق و توسعه وزارت علوم، فناوری و فضا و عضو کمیته راهبری سازمان فضایی اسرائیل است. اشد مسئول پرتاب ۲۰ ماهواره ساخت اسرائیل است و از او به عنوان پدر برنامه فضایی اسرائیل نام برده می‌شود.
در سال ۲۰۲۰، اشد به خاطر ترویج یک نظریه توطئه بشقاب پرنده مشهور شد که ادعا می‌کند دولت‌های جهان مخفیانه با موجودات فرازمینی کار می‌کنند.

## حرفه
وی دارای مدرک لیسانس مهندسی الکترونیک از تخنیون، فوق لیسانس و دکترای مهندسی هوانوردی است.

## ادعاهای فرازمینی
در دسامبر سال ۲۰۲۰، اشد در مصاحبه ای با روزنامه ملی اسرائیلی یدیعوت آهارونوت ادعا کرد که دولت ایالات متحده سال‌ها با زندگی فرازمینی در ارتباط بوده و برای انجام آزمایش‌ها روی زمین موافقت نامه‌های سری با «فدراسیون کهکشانی» امضا کرده‌است و یک پایگاه مشترک در زیر سطح مریخ وجود دارد که در آن آنها با فضانوردان آمریکایی همکاری می‌کنند. وی همچنین اظهار داشت که دونالد ترامپ، رئیس جمهور آمریکا از این امر آگاه بود و «در آستانه» این بود که همه را از وجود آنها آگاه سازد، اما توسط «فدراسیون کهکشانی» که مایل به جلوگیری از هیستری گسترده بود متوقف شد.